# Vuuroffer

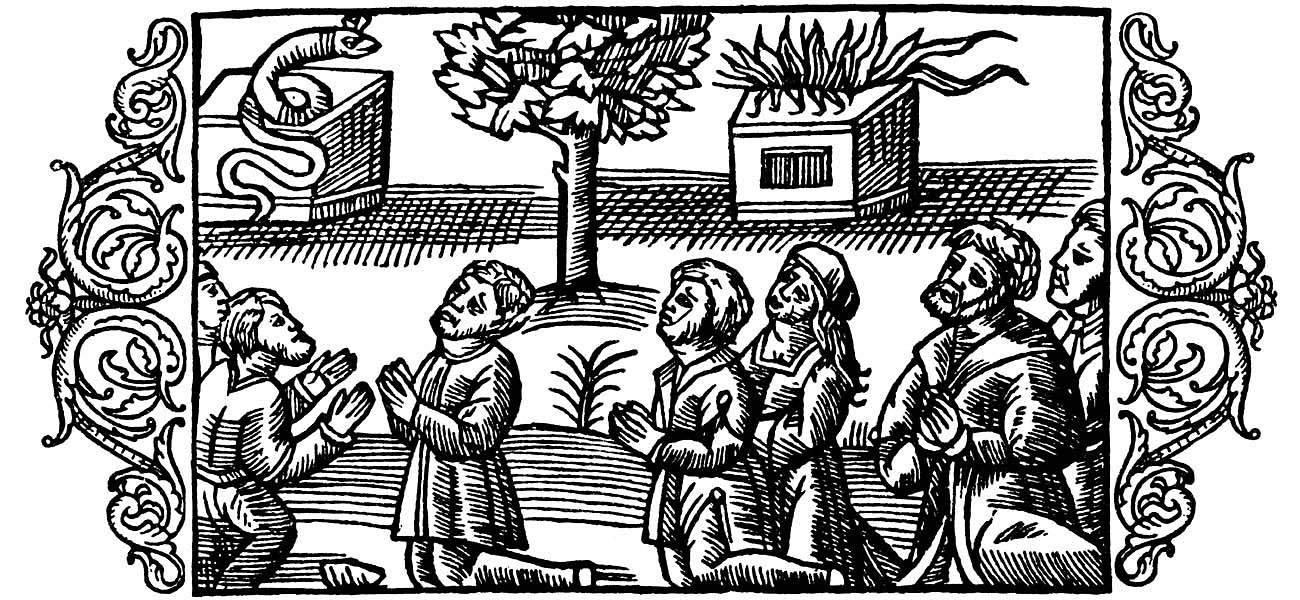
Een houtsnede uit 1555 van heidense Litouwers, een altaar met een slang en een ander met een vuur

Een vuuroffer is een offer waarbij enkel vuur wordt gemaakt als hoofdonderdeel van een ritueel.
Het hindoeïstische brahmanisme kent vuuroffers die worden beschreven in de Veda's. Een voorbeeld van een dergelijk offerritueel is agnicayana. Vedische offers moeten worden geleid door brahmanen (priesters), die de precieze verwoording van de incantaties worden verondersteld te kennen. Alles gebeurt volgens zeer precieze voorschriften, zowel wat betreft de uit te voeren handelingen als de uit te spreken teksten. Ook een juiste uitspraak en intonatie is daarbij onmisbaar.
De Nederlandse filosoof Frits Staal heeft in 1975 de agnicayana nauwkeurig gedocumenteerd. Bepaalde brahmaanse families in de Indiase deelstaat Kerala beweren dat ze het ritueel al 3000 jaar ononderbroken op dezelfde manier uitvoeren.